# Ringer-Weltmeisterschaften 1961
Die Ringer-Weltmeisterschaften 1961 fanden vom 1. bis zum 7. Juni 1961 in Yokohama statt. Im Gegensatz zu sämtlichen zuvor ausgetragenen Weltmeisterschaften wurde sowohl im griechisch-römischen als auch im freien Stil gerungen. Die Ringer wurden in jeweils acht Gewichtsklassen unterteilt.

## Griechisch-römisch
Die Wettkämpfe im griechisch-römischen Stil fanden vom 5. bis zum 7. Juni 1961 statt.

### Medaillengewinner
| Klasse | Gold             | Silber             | Bronze               |
| ------ | ---------------- | ------------------ | -------------------- |
| -52 kg | Armais Sajadow   | Dumitru Pârvulescu | Burhan Bozkurt       |
| -57 kg | Oleg Karawajew   | Ion Cernea         | Jiří Švec            |
| -62 kg | Hamid Mustafa    | Yasar Yilmaz       | Alireza Ghelichkhani |
| -67 kg | Awtandil Koridse | Imre Polyák        | Branislav Martinović |
| -73 kg | Valeriu Bularca  | Stevan Horvat      | Ziya Doğan           |
| -79 kg | Wassili Zenin    | Bertil Nyström     | Yavuz Selekman       |
| -87 kg | György Gurics    | Arkadi Tkatschow   | Gheorghe Popovici    |
| +87 kg | Iwan Bogdan      | Hamit Kaplan       | István Kozma         |

### Medaillenspiegel
| Rang | Land                          | Gold | Silber | Bronze |
| ---- | ----------------------------- | ---- | ------ | ------ |
| 1    | Sowjetunion                   | 5    | 1      | 0      |
| 2    | Rumänien                      | 1    | 2      | 1      |
| 3    | Ungarn                        | 1    | 1      | 1      |
| 4    | Vereinigte Arabische Republik | 1    | 0      | 0      |
| 5    | Türkei                        | 0    | 2      | 3      |
| 6    | Jugoslawien                   | 0    | 1      | 1      |
| 7    | Schweden                      | 0    | 1      | 0      |
| 8    | Iran                          | 0    | 0      | 1      |
|      | Tschechoslowakei              | 0    | 0      | 1      |

## Freistil
Die Wettkämpfe im Freistil fanden vom 1. bis zum 3. Juni 1961 statt. Die Ringer aus dem Iran sicherten sich in sieben der acht Wettbewerbe Medaillen. Einzig Hossein Noori konnte sich mit einem fünften Platz in der Gewichtsklasse +87 kg nicht auf den Medaillenrängen platzieren.

### Medaillengewinner
| Klasse | Gold                      | Silber                 | Bronze           |
| ------ | ------------------------- | ---------------------- | ---------------- |
| -52 kg | Ali Alijew                | Nasrollah Soltaninejad | Cemal Yanılmaz   |
| -57 kg | Mohammad Ebrahim Seifpour | János Varga            | Hüseyin Akbaş    |
| -62 kg | Wladimir Rubaschwili      | Sami Pehlivan          | Hamid Tavakol    |
| -67 kg | Mohammad-Ali Sanatkaran   | Wladimir Sinjawski     | Udey Chand       |
| -73 kg | Imam-Ali Habibi           | Michail Bekmurzov      | Yutaka Kaneko    |
| -79 kg | Mansour Mehdizadeh        | Géza Hollósi           | Hans Antonsson   |
| -87 kg | Gholamreza Takhti         | Boris Gurewitsch       | Hasan Güngör     |
| +87 kg | Wilfried Dietrich         | Hamit Kaplan           | Alexander Medwed |

### Medaillenspiegel
| Rang | Land           | Gold | Silber | Bronze |
| ---- | -------------- | ---- | ------ | ------ |
| 1    | Iran           | 5    | 1      | 1      |
| 2    | Sowjetunion    | 2    | 3      | 1      |
| 3    | BR Deutschland | 1    | 0      | 0      |
| 4    | Türkei         | 0    | 2      | 3      |
| 5    | Ungarn         | 0    | 2      | 0      |
| 6    | Indien         | 0    | 0      | 1      |
|      | Japan          | 0    | 0      | 1      |
|      | Schweden       | 0    | 0      | 1      |

## Medaillentabelle
| Rang | Land                          | Gold | Silber | Bronze | Total |
| ---- | ----------------------------- | ---- | ------ | ------ | ----- |
| 1    | Sowjetunion                   | 7    | 4      | 1      | 12    |
| 2    | Iran                          | 5    | 1      | 2      | 8     |
| 3    | Ungarn                        | 1    | 3      | 1      | 5     |
| 4    | Rumänien                      | 1    | 2      | 1      | 4     |
| 5    | Vereinigte Arabische Republik | 1    | 0      | 0      | 1     |
|      | BR Deutschland                | 1    | 0      | 0      | 1     |
| 7    | Türkei                        | 0    | 4      | 6      | 10    |
| 8    | Jugoslawien                   | 0    | 1      | 1      | 2     |
|      | Schweden                      | 0    | 1      | 1      | 2     |
| 10   | Indien                        | 0    | 0      | 1      | 1     |
|      | Japan                         | 0    | 0      | 1      | 1     |
|      | Tschechoslowakei              | 0    | 0      | 1      | 1     |